# Аоияма Косукэ
Аоияма Косукэ (яп. 碧山亘右), настоящее имя (с 2022 года) — Косукэ Фурута (яп. 古田亘右), имя при рождении — Даниэл Иванов (болг. Даниел Иванов); род. 19 июня 1986, Елхово) — бывший японский профессиональный сумоист болгарского происхождения, выступвший за хэя Касугано.
Начал профессиональную карьеру в июле 2009 года, к ноябрю 2011 достиг высшего дивизиона макуути. Его верхним рангом за карьеру был ранг сэкивакэ. В 2022 году получил японское гражданство и сменил свое болгарское имя на японское.
24 сентября 2024 года объявил о выходе в отставку.

## Ранняя биография
В детстве в течение десяти лет занимался борьбой, затем еще три года — сумо на любительском уровне. В профессиональное сумо Даниэла пригласил его соотечественник — одзэки Котоосю (настоящее имя — Калоян Стефанов Михайлов). Иванов стал вторым в истории рикиси из Болгарии.
Первоначально в мае 2009 года он присоединился к хэя, его наставником стал бывший маэгасира Кусимауми. На вопрос тренера какую сикону он предпочитает: реку или гору, Даниэл выбрал гору и получил сумоистский псевдоним Аоияма, означающий «голубая гора». Второй частью сиконы первоначально было Киёхито, но к ноябрю 2009 года Аоияма изменил эту часть на Косукэ.
В июле 2009 года дебютировал в подготовительной лиге маэдзумо.

## Профессиональная карьера

### Ранняя карьера

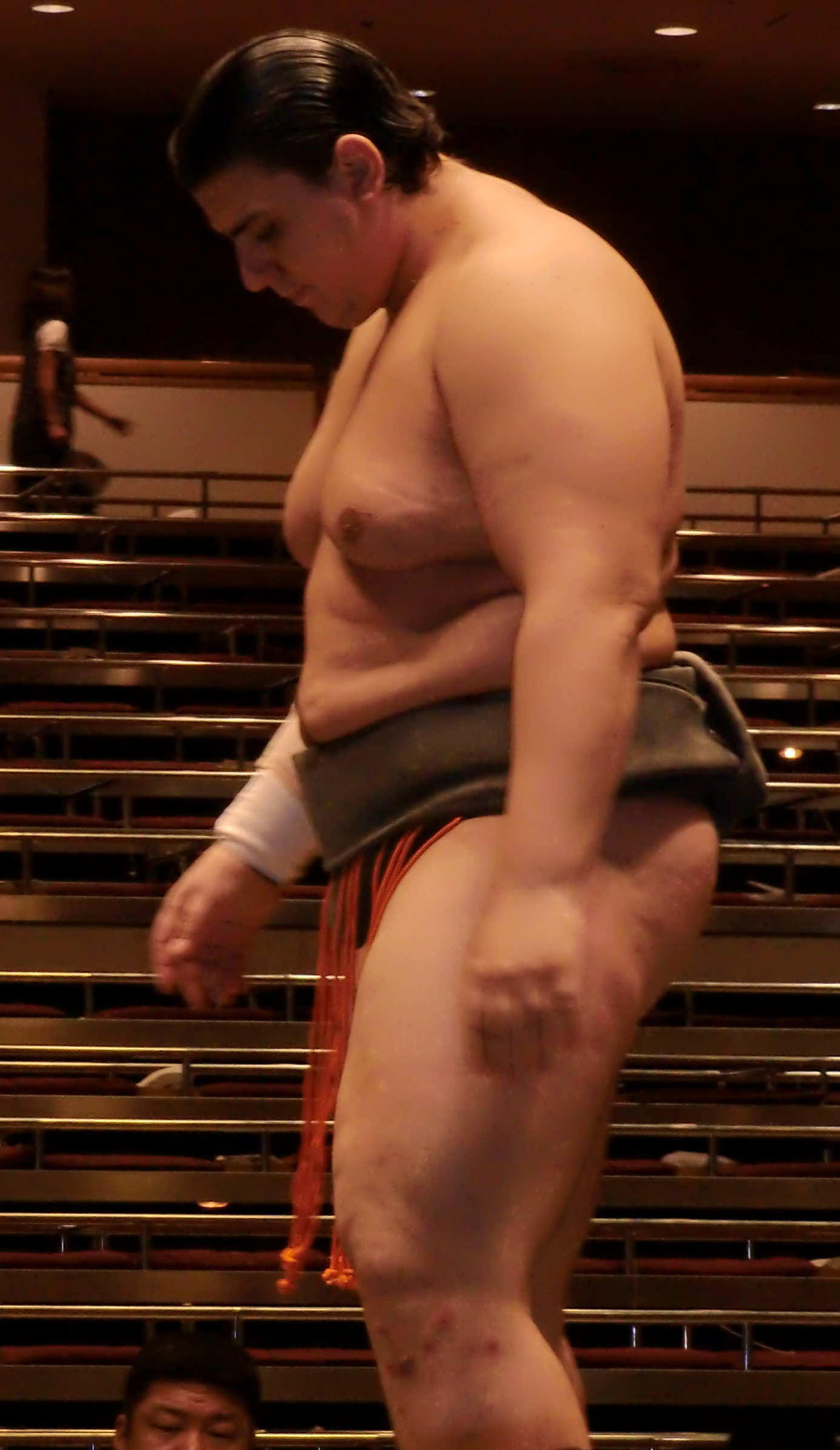
Аоияма на своем дебютном турнире

В сентябре 2009 года вышел на дохё в шестом, самом низком, дивизионе дзёнокути. Выиграл турнир с идеальной статистикой 7-0. На ноябрьском турнире 2009 года с аналогичной статистикой выиграл чемпионат в пятом дивизионе дзёнидан, победив в дополнительном финале (кэттэй-сэн) борца Кадзафудзана (первого рикиси из Казахстана). На следующем турнире в январе 2010 года в дивизионе сандаммэ он впервые проиграл схватку, в предыдущих 16 поединках одержав только победы. Несмотря на это, статистики 6-1 хватило Аоияме, чтобы попасть в третий дивизион макусита. В марте 2010 года он снова выступил безошибочно, выиграв турнир в третьем дивизионе с идеальной статистикой. Он оказался на позиции пятого борца дивизиона. Победа 7-0 или даже результат 6-1 означали бы для него переход в дивизион дзюрё, однако в мае 2010 года Аоияма впервые зафиксировал макэкоси (счет с преобладанием поражений), откатившись на позицию пятнадцатого борца в дивизионе. Его продвижение замедлилось. В ноябре 2010 года, будучи третьим по рангу борцом дивизиона, он снова упустил возможность продвинуться.
Только по итогам майского турнира 2011 года Аоияма обрел статус сэкитори, то есть, борца одного из двух высших дивизионов (дзюрё и макуути). Первый турнир в дзюрё был для болгарина неудачным — он зафиксировал минимальный макэкоси 7-8, но в сентябре 2011 года его ждал успех — несмотря на два пропущенных боя (это были первые пропущенные поединки в его карьере, причиной стала грыжа мезпозвоночного диска), Аоияма показал «двузначный» результат 10-3-2 и в ноябре 2011 года достиг высшего дивизиона профессионального сумо — макуути.

### Вмакуути
На первом же турнире показал хорошее выступление — завершил басё со статистикой 11-4 и выиграл первый в карьере специальный приз сэн=сё, а именно — канто-сё за боевой дух.
В феврале 2012 года умер Таганоура-ояката, наставник Аоиямы, и школа Таганоура была распущена. После этого борец перешел в новую хэя — Касугано, которой руководил бывший сэкивакэ Тотиновака. Повторив в мае 2012 года свой лучший на тот момент результат — 11-4, Аоияма был поставлен на позицию маэгасиры #2, что означало, что на следующем турнире ему предстоит сразиться с сумоистами категории санъяку — борцами самых высоких рангов. В июле 2012 года турнир у Аоиямы со старта не задался — к седьмому дню он имел статистику 1-6, но сумел собраться и в итоге смог зафиксировать минимальный катикоси 8-7. Это принесло свои плоды — на следующем турнире Аоияма сам впервые оказался в санъяку, будучи повышенным в ранге до комусуби. На тот момент результат Аиоямы был седьмым в истории с 1958 года по скорости достижения этого ранга — за 18 турниров. Впрочем, на турнире в июле он лишился этого ранга и снова стал маэгасирой.
На турнире в сентябре 2013 года Аоияма впервые смог победить ёкодзуну Харумафудзи и завоевал золотую звезду кимбоси. Она стала единственной в карьере Аоиямы.
Благодаря успешному выступлению в сентябре (10-5) Аоияма заслужил более серьезное повышение — стал сэкивакэ (третий по иерархии ранг в сумо). Выше сэкивакэ Аоияма за карьеру не смог подняться. Более того, в январе 2015 года  Аоияма был понижен обратно до маэгасиры. С сентября 2015 по март 2016 года Аоияма зафиксировал пять макэкоси подряд (четыре — с одинаковой статистикой 7-8, пятый — 6-9).

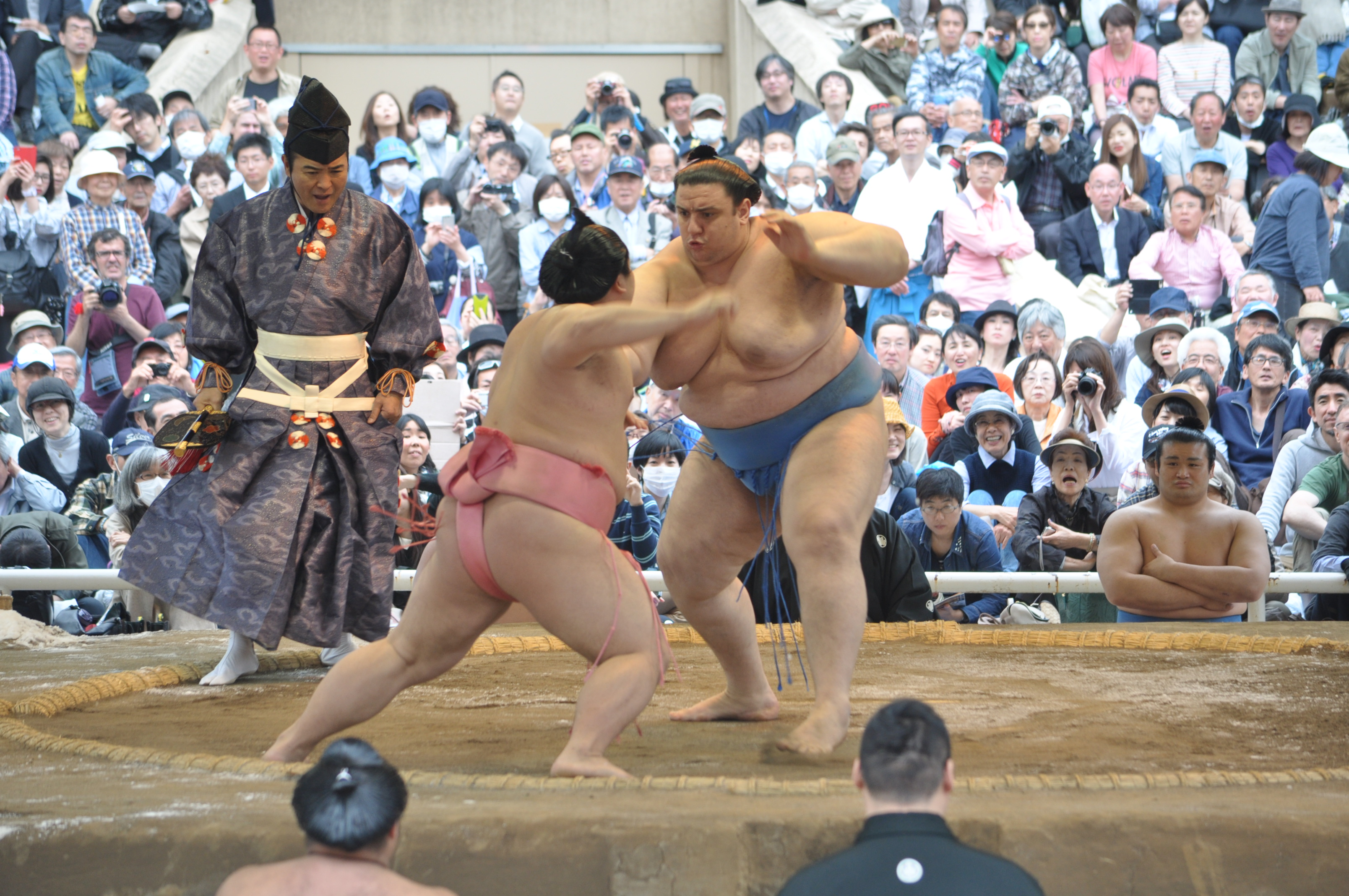
Аоияма на показательном турнире в апреле 2017 года

В июле 2017 года Аоияма продемонстрировал свой лучший результат в карьере — закончил турнир со статистикой 13-2 и во второй раз получил канто-сё за боевой дух. К последнему дню этого турнира Аоияма был единственным борцом, которым мог соперничать с ёкодзуной Хакухо за победу. В последнем бою Аоияма победил комусуби Ёсикадзе, но и Хакухо добился победы, выиграв турнир со счетом 14-1. Аоияма занял второе место. После этого Аоияму начали преследовать травмы. Он был вынужден пропустить целых 7 турнирных дней в сентябре 2017 года из-за повреждения кости в левом колене. А в ноябре 2017 года после третьего дня соревнований он повредил уже правое колено и вновь вынужден был досрочно покинуть турнир. В результате этого Аоияма в январе 2018 года впервые за 7 лет оказался в дивизионе дзюрё. Там он показал статистику 9-6 и сразу же вернулся в макуути.
Следующим крупным успехом Аоиямы стал турнир в марте 2019 года. Он закончил его со статистикой 12-3 и в третий раз был премирован канто-сё. Кроме того, в мае 2019 года Аоияма в последний раз в карьере оказался в санъяку, снова став комусуби, но находился в этом статусе всего один турнир. В марте 2020 года Аоияма после 12-го турнирного дня имел в активе 11 побед и являлся единоличным лидером турнирной таблицы. Однако затем он последовательно проиграл Таканосё, Хакухо и Исиуре, упустив возможность выиграть турнир. Тем не менее, он был снова премирован специальным призом — на этот раз гино-сё, который вручается за техническое совершенство.
Так вышло, что самые успешные результаты Аоияма в 2019-2021 годах показывал именно в марте. В марте 2021 года он снова показал статистику 11-4 и был премирован четвертым в карьере канто-сё. Следующий турнир Аоияма вынужден был завершить досрочно из-за травм. До конца 2021 года он фиксировал только макэкоси.
После успеха в марте 2021 года Аоияма более не смог показать выдающийся результат. Его единственный «двузначный» результат с марта 2021 года был показан в мае 2022 года — тогда Аоияма закончил басё со статистикой 10-5.
В июне 2023 года Аоияма стал вторым самым возрастным на тот момент сумоистом, уступая лишь Тамаваси, который старше Аоиямы на год.

### Понижение
В сентябре 2023 года, занимая позицию маэгасиры #15, Аоияма зафиксировал крупный макэкоси (5-10) и впервые с 2018 года (и во второй раз с 2011) оказался в дзюрё. Ему вновь, как и в прошлый раз, удалось после первого же турнира вернуться в макуути, но на следующем турнире он не смог добыть ни одной победы — уступил в 7 боях, 8 был вынужден пропустить из-за травмы.
В 2024 году Аоияма повторил свой антирекорд, зафиксировав с января по сентябрь пять макэкоси подряд. В сентябре 2024 года он занимал позицию тринадцатого борца дзюрё и к ноябрю должен был опуститься в третий дивизион макусита (впервые с 2011 года), но этого не произошло — 24 сентября 2024 года Аоияма объявил об отставке.

### Отставка
Выйдя в отставку, Аоияма получил в Японской ассоциации сумо лицензию тосиёри (старейшины) с именем Иватомо и стал младшим тренером в хэя Касугано.

## Стиль борьбы
Аоияма — специалист по технике ёцу-сумо (захват противника за пояс, а не толкание). Его любимый захват — миги-ёцу (левая рука снаружи, правая внутри). Наиболее часто он побеждал, используя кимаритэ ёри-кири (вытеснение). В дальнейшем, набрав значительный вес после своего дебюта в макуути, Аоияма стал преимущественно использовать вытеснение, толчки и бэк-степ, что оказалось очень эффективным ввиду его мощной мускулатуры верхней части тела.
Аоияма часто полагался на хатакикоми, при котором с помощью толчков в плечо, спину или руку противник выводится из равновесия. По состоянию на март 2015 года, 62% его победных приемов составляли именно хатакикоми (в 2024 году — 55%). В 18% случаев Аоияма использовал осидаси (выталкивание за круг упором рук снизу под плечи и головой в грудь), в 6% — хикиотоси (выведение из равновесия резким рывком на себя) — прием, близкий к  хатакикоми. Суть приема заключается в том, что борец максимально оттесняет от себя противника, а затем ловит его на рывке в попытке сближения, сбивая и «укладывая» под собой.

## Личная жизнь
С 2015 года состоит в отношениях с Виолетой, уроженкой Болгарии. Она — архитектор и происходит из того же региона, что и Аоияма. С июля 2016 года пара проживает в Японии. В августе того же года был зарегистрирован брак, а свадебная церемония прошла в токийском отеле в феврале 2017 года, присутствовало около 230 гостей в том числе товарищи Аоиямы из хэя Дэваноуми: Ура и Митакэуми.
В октября 2021 года у супругов родилась дочь Моника.
16 марта 2022 года было объявлено что Аоияма получил японское гражданство и сменил свое имя с Даниэл Иванов на Фурута Косукэ (яп. 古田亘右).
В мае 2015 года в интервью Аоияма заявил, что считает себя христианином.

## Результаты
| Год в сумо | Январь Хацу басё, Токио    | Март Хару басё, Осака            | Май Нацу басё, Токио       | Июль Нагоя басё, Нагоя      | Сентябрь Аки басё, Токио         | Ноябрь Кюсю басё, Фукуока        |
| --- | -------------------------- | -------------------------------- | -------------------------- | --------------------------- | -------------------------------- | -------------------------------- |
| 2009 | x                          | x                                | x                          | (Маэдзумо)                  | Дзёнокути #30 запада 7–0 Чемпион | Дзёнидан #25 востока 7–0 Чемпион |
| 2010 | Сандаммэ #30 востока 6–1   | Макусита #48 востока 7–0 Чемпион | Макусита #5 запада 2–5     | Макусита #15 запада 4–3     | Макусита #9 запада 5–2           | Макусита #3 востока 3–4          |
| 2011 | Макусита #5 запада 4–3     | Отмена басё 0–0–15               | Макусита #1 востока 5–2    | Дзюрё #4 запада 7–8         | Дзюрё #6 востока 10–3–2          | Маэгасира #16 востока 11–4 Д     |
| 2012 | Маэгасира #7 запада 6–9    | Маэгасира #10 запада 8–7         | Маэгасира #6 запада 11–4   | Маэгасира #2 востока 8–7    | Комусуби #1 востока 4–11         | Маэгасира #5 востока 6–3–6       |
| 2013 | Маэгасира #6 запада 7–8    | Маэгасира #8 востока 9–6         | Маэгасира #4 востока 5–10  | Маэгасира #9 востока 10–5   | Маэгасира #2 запада 6–9 ★        | Маэгасира #5 востока 10–5        |
| 2014 | Маэгасира #3 востока 6–9   | Маэгасира #5 запада 9–6          | Маэгасира #1 востока 8–7   | Комусуби #1 запада 6–9      | Маэгасира #3 востока 10–5        | Сэкивакэ #1 востока 8–7          |
| 2015 | Сэкивакэ #1 востока 5–10   | Маэгасира #3 запада 5–10         | Маэгасира #6 запада 9–6    | Маэгасира #2 запада 8–7     | Маэгасира #1 востока 7–8         | Маэгасира #2 востока 7–8         |
| 2016 | Маэгасира #2 запада 7–8    | Маэгасира #3 востока 7–8         | Маэгасира #3 востока 6–9   | Маэгасира #6 востока 8–7    | Маэгасира #5 востока 9–6         | Маэгасира #1 запада 4–11         |
| 2017 | Маэгасира #7 запада 8–7    | Маэгасира #6 запада 8–7          | Маэгасира #3 запада 4–11   | Маэгасира #8 востока 13–2 Д | Маэгасира #2 запада 3–5–7        | Маэгасира #11 востока 3–8–4      |
| 2018 | Дзюрё #2 запада 9–6        | Маэгасира #17 востока 8–7        | Маэгасира #13 запада 8–7   | Маэгасира #11 востока 8–7   | Маэгасира #10 востока 7–8        | Маэгасира #12 востока 11–4       |
| 2019 | Маэгасира #5 востока 7–8   | Маэгасира #7 востока 12–3 Д      | Комусуби #1 востока 6–9    | Маэгасира #2 востока 8–7    | Маэгасира #1 запада 5–10         | Маэгасира #5 востока 6–9         |
| 2020 | Маэгасира #8 востока 4–11  | Маэгасира #13 запада 11–4 Т      | Отмена басё 0–0–15         | Маэгасира #4 запада 5–10    | Маэгасира #7 запада 7–8          | Маэгасира #8 востока 6–9         |
| 2021 | Маэгасира #10 запада 6–9   | Маэгасира #12 запада 11–4 Д      | Маэгасира #3 востока 4–3–8 | Маэгасира #8 запада 7–8     | Маэгасира #9 востока 7–8         | Маэгасира #9 востока 4–11        |
| 2022 | Маэгасира #16 востока 8–7  | Маэгасира #10 запада 7–8         | Маэгасира #11 востока 10–5 | Маэгасира #6 востока 6–9    | Маэгасира #7 востока 6–9         | Маэгасира #10 востока 7–8        |
| 2023 | Маэгасира #10 востока 8–7  | Маэгасира #9 востока 6–9         | Маэгасира #12 востока 5–10 | Маэгасира #17 востока 9–6   | Маэгасира #14 востока 5–10       | Дзюрё #1 востока 8–7             |
| 2024 | Маэгасира #17 запада 0–7–8 | Дзюрё #11 запада 7–8             | Дзюрё #11 запада 7–8       | Дзюрё #11 запада 6–9        | Дзюрё #13 востока Отставка 5–10  | x                                |
| Результат приведен как победил-проиграл-снялся Юсё (победа) Дзюнъюсё (второе место) Интай (отставка) Не выступал в макуути Специальные призы: Д=За боевой дух (Канто-сё); В=За выдающееся выступление (Сюкун-сё); Т=За техническое совершество (Гино-сё) Ещё показаны: ★=Кимбоси; P=Участие в дополнительном финале Лиги: Макуути — Дзюрё — Макусита — Сандаммэ — Дзёнидан — Дзёнокути Ранги макуути: Ёкодзуна — Одзэки — Сэкивакэ — Комусуби — Маэгасира |                            |                                  |                            |                             |                                  |                                  |